# ザカリア・シムコンダ
ザカリア・シムコンダ（Zachariah Simunkonda、1983年6月27日 - ）は、ザンビアのサッカー選手。元ザンビア代表。ポジションはFW。

## 経歴
2005年から2007年にかけてマレーシア・スーパーリーグのプルリスFAに在籍し、2005年にはジュリオ・セーザル・ロドリゲス・デ・ソウザと並んでリーグ得点王に輝いた。
2011年12月に再びマレーシアに行き、TチームFCに1年契約で、ボスニア・ヘルツェゴビナのボヤン・ペトリッチと共に加入した。しかし、リーグ期間に大きな怪我をしたため、チームは彼の登録を抹消した。怪我するまでに5試合1得点の戦績を残した。

## タイトル
- マレーシア・スーパーリーグ得点王: 2005